# Moro vs Bolsonaro

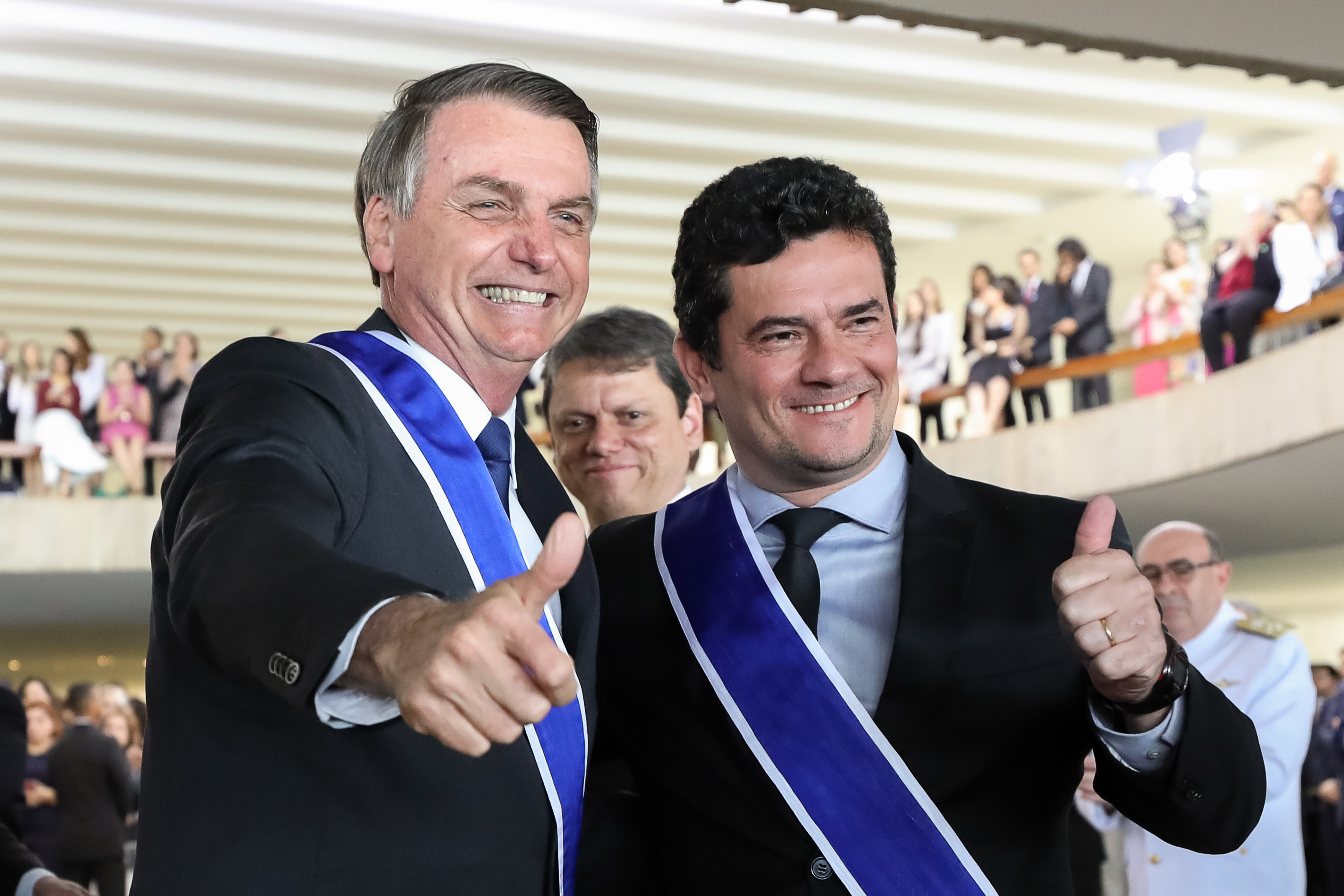
Moro och Bolsonaro under en ceremoni, april 2019.

Moro vs Bolsonaro-fallet hänvisar till den politiska och juridiska konflikten, inklusive en polisutredning, mellan den tidigare brasilianska presidenten Jair Bolsonaro och Sergio Moro, som var hans justitieminister från januari 2019 till april 2020. 

## Bakgrund

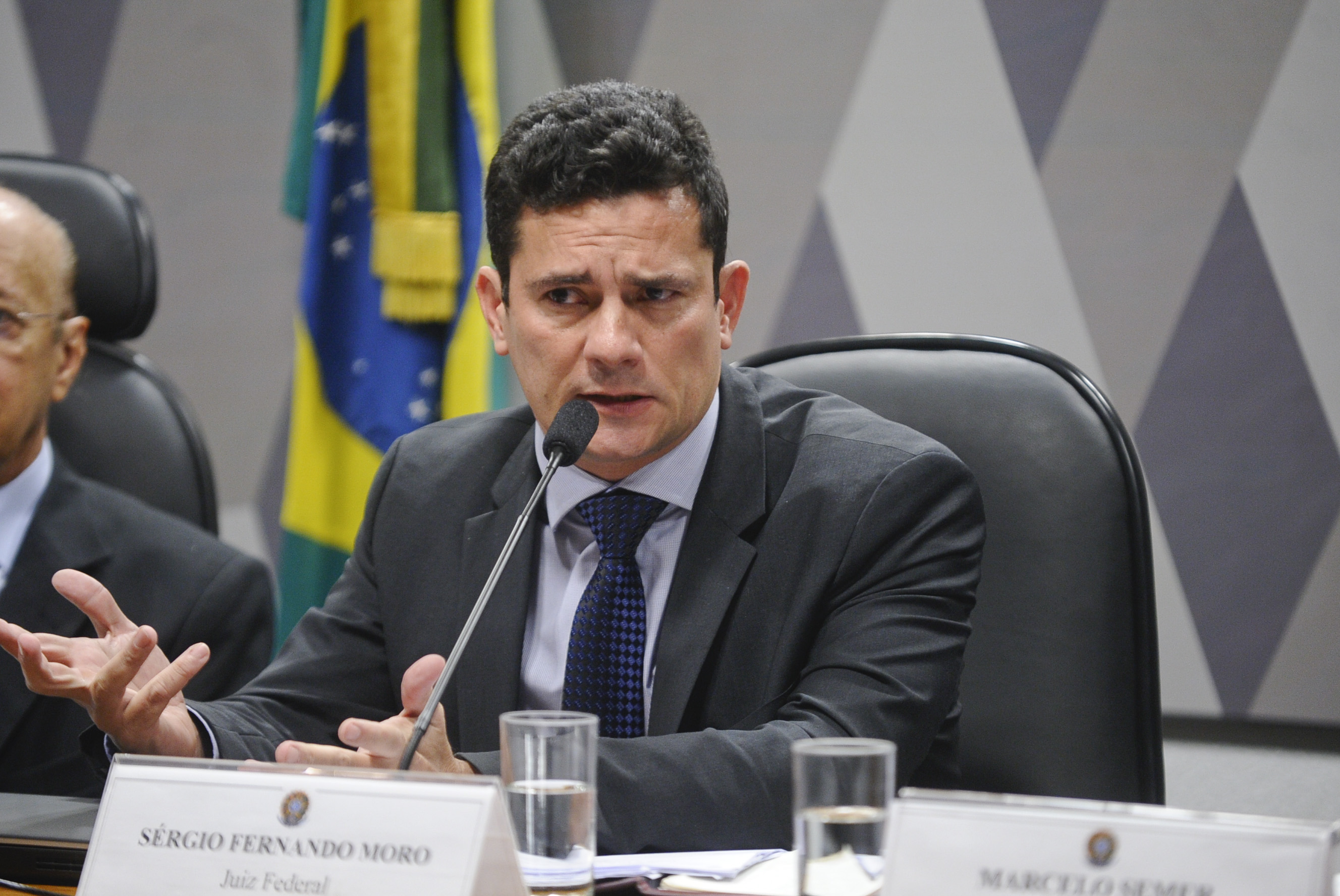
Sergio Moro avgick som justitieminister efter att generaldirektören för den federala polisen, Maurício Valeixo, avgått.

Sergio Moro blev känd för sin roll i "Operação Lava Jato" (Operation biltvätt), en stor korruptionsutredning i Brasilien som avslöjade omfattande korruption inom politiken och affärsvärlden. När Bolsonaro blev president valde han Moro som justitieminister, vilket sågs som ett försök att stärka kampen mot korruption. 
Under sin tid som minister genomförde Moro flera reformer och lagar inriktade på att bekämpa brottslighet och korruption. Men i april 2020 gick Moro ut med stark kritik mot Bolsonaro. Kärnan i kritiken var att Bolsonaro sökt underminera rättsväsendet och att han ingripit i polisutredningar. Och, mer specifikt, att Bolsonaro sökt påverka pågående polisutredningar som berörde hans familj.

## Händelseutvecklingen i korta drag

### 2020
- Moro avgår som justitieminister och anklagar samtidigt den dåvarande presidenten Jair Bolsonaro för politisk inblandning i rättsväsendet. Moro hänvisade också till Bolsonaros avskedande av landets federala polischef Maurício Valeixo som orsak till sin avgång, detta eftersom han menade att detta gjorts i syfte att få insyn i rättsväsendets förehavanden. Som en direkt följd av detta beslutade en domare i Brasiliens högsta domstol en utredning mot Bolsonaro.[2]